# Nueva fortaleza de Navarino
La nueva fortaleza de Navarino (griego: Νιόκαστρο Ναυαρίνου; turco otomano: Anavarin-i cedid) es una fortificación otomana cerca de Pilos, Grecia. Es uno de los dos castillos que custodia la estratégica bahía de Navarino en la que se asienta; Nueva Navarino se encuentra en la entrada sur de la bahía, mientras que la entrada norte está custodiada por el castillo antiguo de Navarino del siglo XIII, construido por los cruzados del Principado de Acaya. En yuxtaposición con este último, Nueva Navarino a menudo se conoce simplemente como Neokastro o Niokastro (griego: Νεόκαστρο o Νιόκαστρο, "nuevo castillo").

## Historia

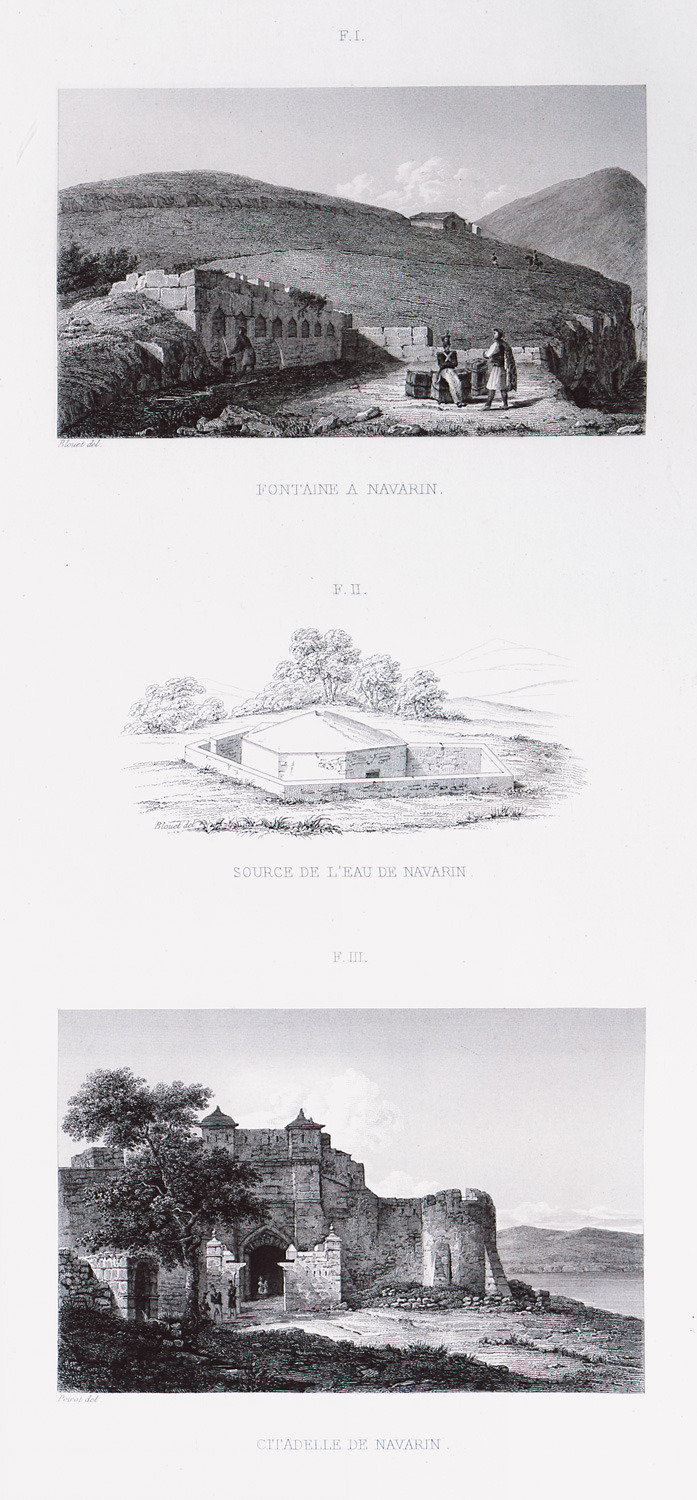
Estructuras de la fortaleza, de arriba abajo: 1. Fuente otomana en Pilos, 2. Tanque de agua en Pilos, 3. La entrada de Niokastro en Pilos, por el arquitecto francés Guillaume-Abel Blouet (1795-1853), "Expédition scientifique de Morée, Ordonnée par le Gouvernement français: Architecture, I-VI", París, Firmin Didot, 1831-1838.

La fortaleza fue construida por el Kapudan Pasha Uluj Alí Reis en 1572 o 1573, poco después de la batalla de Lepanto. En 1645, Navarino fue utilizado como base para la invasión de Creta durante las etapas iniciales de la guerra de Candía. Durante la guerra de Morea, la República de Venecia bajo Francesco Morosini capturó las dos fortalezas de Navarino en 1686, defendidas por Mustafa Pasha y Sefer Pasha respectivamente. Junto con el resto del Peloponeso, las fortalezas permanecieron en manos venecianas hasta 1715, cuando los otomanos recapturaron toda la península.
La fortaleza fue capturada por los rusos el 10 de abril de 1770, durante la guerra ruso-turca de 1768-1774 y la revuelta de Orlov de inspiración rusa en Grecia, después de un asedio de seis días, y se le permitió a la guarnición otomana poder evacuar hacia Creta. El control ruso fue breve: ya el 1 de junio de 1770, la flota rusa abandonó Navarino, que destruyeron en parte, volviendo a ser controlado por los otomanos.
Después del estallido de la Guerra de Independencia griega en marzo de 1821, los griegos sitiaron la fortaleza durante varios meses. La guarnición se rindió en la primera semana de agosto de 1821 después de que se les aseguró un paso seguro, pero todos fueron masacrados. La fortaleza permaneció en manos griegas hasta que fue capturada por Ibrahim Pasha de Egipto el 11 de mayo de 1825. La guarnición otomano-egipcia permaneció en la fortaleza hasta que fue entregada a las tropas francesas de la expedición de Morea bajo el mando del general Nicolas Joseph Maison en octubre de 1828.
En 1830, la moderna ciudad de Pilos fue fundada fuera de los muros de la fortaleza. Fue utilizado nuevamente durante la Segunda Guerra Mundial por los alemanes e italianos, que lo convirtieron en una base para sus operaciones. El fuerte fue abandonado y su ciudadela se utilizó durante mucho tiempo como prisión, hasta que fue entregada al Servicio Arqueológico griego. Actualmente, el popularmente llamado Niokastro se está convirtiendo lentamente en un complejo cultural, de particular importancia para la historia. y la cultura de la zona de Pilos-Néstor.

## Descripción
La fortaleza posee un estilo de traza italiana con paredes gruesas e inclinadas, y reforzado con bastiones. Los dos bastiones más importantes, el llamado "Séptimo" (Έβδομο) y el de "Santa María", miran hacia el mar y cubren el puerto. La fortaleza también presentaba una ciudadela, que estaba protegida por un foso seco adicional, seis bastiones pentagonales y casi sesenta cañones. La ciudadela está conectada con el "Séptimo" a través de un largo muro sur, la llamada "Gran Rama" (Μεγάλη Βέργα). La entrada principal a la fortaleza estaba hacia el sureste, desde la "puerta de escaldadura" (Ζεματίστρα). Solo sobreviven las ruinas del asentamiento dentro de los muros de la fortaleza, a excepción de la mezquita de la fortaleza, que después de la independencia griega se convirtió en una iglesia ortodoxa dedicada a la Transfiguración de Cristo.